# Путрівка
Пу́трівка — село в Україні, у Фастівському районі Київської області. Входить до Глевахівської селищної громади. Населення становить 1629 осіб.

## Загальна інформація
Путрівка розташована за 2 км від м. Васильків. Найближча залізнична станція - Васильків-І. за 4 км. За 2 км від села - автомагістраль Київ - Одеса.
Площа населеного пункту - 738.20 га.
Населення - 1629 осіб.
Кількість дворів - 676.
Голова сільради - Куцик Роман Миколайович 

## Історія
За однією з версій, вперше хутір Путрівка згадано 1900 р. як хутір Здорівського селянського сільського товариства, що було передмістям Василькова. 1926 р. у селі вже було 237 дворів, мешкало 1232 особи.
За переказами старожил села, виникнення Путрівки припадає на другу половину XVIII ст. коли відбувався інтенсивний розвиток промисловості і найбільшим промисловим містом був Васильків, який вважався воротами в м. Київ.
За легендою на шляху до Василькова серйозною перешкодою була заболочена місцевість, особливо в районі нинішньої Путрівки. Щоб доставити вантаж (хліб та інший промисел) необхідно було впрягати в один віз ще дві пари коней з інших возів, тобто потроїти тягову силу, через що цю ділянку стали називати "Потринним полем", від слів "по три". А коли виникло поселення, то в розмові з часом літера 'о' була замінена на літеру ”у". Так виникла назва Путрівка.
На той час вулиць у селі не існувало, а поселення ділилося на кутки: Хавері, Нестері,  Бугері, Рулевичі, Численки. Першою виникла вул. Шевченка (нині вул. Коцюбинського.)
Населення Путрівки займалося різними ремеслами. Так Симон Терещенко – відомий гончар - мав свою гончарню. Марко Матушевич займався бджолярством. Савелій 'Заїка та Тит Бугера були шевцями.
Видатною постаттю на той час був Володимир Дессіно. Він командував 27-м Київським драгунським полком його Величності короля Едуарда VII. На території Путрівки відбувалося розселення драгунів, багато з яких одружилися та залишилися у селі назавжди. Серед них: Смолінський, Горобиць, Гончаренко, Ліщук, Леднев, Чикановський, Вишневський, Смульський. А полковий священник - о. Шиманський - одержав ділянку землі в саду Дессіно.
У 1914 р. полковник Дессіно, командир Дивізії, повторив подвиг Суворова: він перевів дивізію з кінним складом і артилерією (явище на той час непередбачене в армійській практиці) через гірський масив Альп, зайшовши у тил ворожої армії і різко змінивши хід Першої світової війни. В нагороду громадою м. Василькова та за ініціативи губернатора Київської губернії полковнику Дессіно була виділена земельна ділянка площею у 10 га. На цій площі був посаджений великий сад: горіхи, яблуні, рідкісні сорти вишень, сливи. Був розбитий парк з ялини, липи, берези, кизилу (окремі дерева збереглися до наших днів), висаджені клумби рідкісних квітів, стояла велика пасіка. На території була сажалка, де розводилася риба.
Догляд за будинком, парком, садом, пасікою був наданий Францу Івановичу Смолінському. За гарну роботу Дессіно нагородив Смолінського ділянкою землі для будівництва будинку. Той будинок згорів. І Дессіно подарував Францу Івановичу свій, недобудований, в якому і нині проживають нащадки Смолінських. зберігаючи портрети Дессіно.
Полковник Дессіно помер у 1921 р. від висипного тифу, похований на кладовищі Путрівки (місце відомо, могила збереглася, нещодавно було встановлено невеличкий пам'ятник). Ховав його Франц Іванович Смолінський. Власної сім'ї Дессіно не мав, тож залюбки був хрещеним батьком багатьом дітям. Попрощатися з ним зійшлося дуже багато людей. Про полковника Володимира Дессіно згадується в книзі Олександра Горбатого ”Годы и войны".

### Путрівська школа
Перша школа у селі була початкова - 4 класи. Знаходилась вона на території теперішньої сільської ради. Вчителями були Семен Кирилович та Галина Матвіївна Андрусик.
Згодом школу перенесли в найкращий будинок. який належав Машуні Коржелуцькій, що не мала своїх дітей. Вчителювали в цій школі Іван Данилович та Галина Анастасівна Коваленки, Федір Іванович Богдан, Любов Карпівна та Ніна Олександрівна Заїки.
У 1930 р. було створено колгосп ім. Жданова. Першим її головою був житель с. Здорівки Михайло Турчин, потім був Пилип Чумак, а після нього - Тимофій Вакуленко. Контора колгоспу знаходилась там, де нині школа.
У 1932 р. за ініціативи голови колгоспу Пилипа Чушка створені дитячі ясла. Після навчання на педагогічних курсах у 1931 р. Марія Юхимівна Заїка призначена завідувачкою дошкільної установи. Нянями були М. Павленко. О.Павленко. Г. Заєць, кухаркою - Є. Чумак, а хліб для дітей випікала Марія Юхимівна.

#### Часи голодомору
У 1933 р. ясла стати притулком, де діти-сироти мали можливість не померти від голоду. На сільському цвинтарі Путрівки, в найстарішій його частині, біля родинних могил у 1933 р. було поховано 73 односельці, які померли голодною смертю. Серед них 22 дитини з багатодітних сімей. Нині встановлено прізвища 51 особи.

#### Подальший розиток
До 1961 року педагогічний колектив очолював Іван Омелянович Ільєнко.
З 1961-го по 1989 рік – Михайло Филимонович Пантюхов. Усі ці роки добудувались класні кімнати і згодом заклад став дев’ятирічним.
З 1990-го по вересень 2014 року директором школи був Олександр Михайлович Пелевін.
Нині цю посаду обіймає Леся Сергіївна Битько.

## Населення

### Мова
Розподіл населення за рідною мовою за даними перепису 2001 року:
| Мова            | Кількість | Відсоток |
| --------------- | --------- | -------- |
| українська      | 1487      | 94.90%   |
| російська       | 77        | 4.91%    |
| румунська       | 1         | 0.06%    |
| інші/не вказали | 2         | 0.13%    |
| Усього          | 1567      | 100%     |

## Сучасна Путрівка
Сьогодні Путрівка це розвинене і сучасне село. У селі діють магазини, школа, дитячий садок, будинок культури, бібліотека і фельдшерсько-акушерський пункт. Вулиці заасфальтовані, працює сучасне вуличне освітлення, організований вивіз сміття. Село газифіковане і повністю електрифіковане. Також наявний громадський транспорт:
280 маршрут Здорівка-Київ
1 маршрут Калинівка-Васильків

### ОНЗ "Путрівський НВК"
Директор - Битько Леся Сергіївна
Сьогодні Путрівський НВК - це опорний заклад, це навчально-виховний комплекс «гімназія-загальноосвітня школа І-ІІІ ступенів – дошкільний навчальний заклад»,у якому працюють 47 педагогів і вихователів, здобувають освіту 583 учня із сіл Путрівка, Березенщина, Крячки, Кобці, інших сіл району та міста Василькова.
Адміністрація та педагогічний колектив НВК тісно співпрацюють  із державними органами влади, закладами освіти району та області, громадськими та благодійними організаціями, впроваджують інноваційні освітні технології, почали працювати за проєктом «Школа майбутнього», Інтелект України.